# Бурдин, Юрий Викторович
Ю́рий Ви́кторович Бурдин (род. 17 ноября 1961) — советский и российский футболист, защитник, полузащитник.
Воспитанник пермской «Звезды», за которую провёл всю карьеру. В первенствах страны в первой и второй лигах сыграл 426 матчей. Был капитаном команды. Состоял в ВЛКСМ.